# Tegeates
Tegeates (gr. Τεγεάτης Tegeátēs) – jeden z pięćdziesięciu synów Likaona, zabity przez Zeusa za podanie mu do zjedzenia ciała dziecka podczas posiłku. Mityczny założyciel Tegei. Poślubił jedną z córek Atlasa, Majrę i miał z nią synów Skefrosa i Lejmona. Gdy, pod nieobecność Tegeatesa i Majry Tegeę odwiedzili bogowie: Apollo i Artemida, przyjął ich Skefros. Lejmon uznał, że brat obgadywał go przed bogami i zabił go. Zginął zaraz potem zastrzelony przez Artemidę z łuku. Kraj dotknęła klęska głodu. Tegaeates i Majra, aby przebłagać gniew bogów, ustanowili coroczne święto ku czci Skefrosa, w czasie którego odgrywana była scena pościgu Artemidy za Lejmonem.
Według lokalnej arkadyjskiej tradycji Tegeates był też ojcem Kydona, Archediosa, Gortysa i Katreusa. Wyemigrowali oni na Kretę, gdzie założyli Kydonię, Gortydę i Katre. Kreteńczycy nie uznawali jednak tego mitu. Grób Tegeatesa i jego żony pokazywano na agorze Tegei, Pauzaniaszowi jeszcze w II w. n.e.